# Na vojne, kak na vojne
Na vojne, kak na vojne (russisk: На войне как на войне) er en sovjetisk spillefilm fra 1968 af Viktor Tregubovitj.

## Medvirkende
- Mikhail Kononov - Aleksandr Malesjkin
- Oleg Borisov - Mikhail Domesjek
- Victor Pavlov - Grigorij Sjjerbak - Grisjka
- Fjodor Odinokov - Osip Bjankin
- Boris Tabarovskij - Bezzubtsev